# Avonia gariepensis
Avonia gariepensis är en tvåhjärtbladig växtart som beskrevs av Graham Williamson. Avonia gariepensis ingår i släktet Avonia och familjen Anacampserotaceae. Inga underarter finns listade i Catalogue of Life.